# Cipal balavac
Cipal balavac (Liza ramado) riba je iz porodice Mugilidae ili cipala. Narodni nazivi su mu još plavić, brena, crnac, šupljak, samac. Sive je boje, s bjelkastim dnom, ima velike ljuske po tijelu. Velike je glave, s vrhom koji je tupo zaobljen, sama glava je široka, oči su vrlo blizu malih usta. Gornja usna je naglašeno ispupčena. Na škržnom polopcu imaju zlatne mrlje ali su dosta slabije izražene nego u cipla zlatara. Naraste do 70 cm i mogu težiti do 2,9 kg.
Ova vrsta cipla voli slatku i boćatu vodu, gdje boravi veći dio godine, dok krajem ljeta zbog parenja ide u slanije vode. Razmnožava se između rujna i veljače. Živi u priobalnom pojasu, a rasprostranjena je u istočnom Atlantiku od Norveške do Maroka, te u Mediteranu i Crnom moru. Hrani se malim organizmima, larvama i jajašcima.

## Zanimljivosti
U nekim dijelovima Hrvatske ovaj cipal se hvata i zbog drugih razloga, a ne samo zbog mesa. Ciplima se vadi ikra koja se soli i suši poput kavijara.

## Poveznice
|  | Zajednički poslužitelj ima još gradiva o temi Cipal balavac |
|  | Wikivrste imaju podatke o taksonu Cipal balavac             |